# Peter Heppner
Peter Heppner (Amburgo, 7 settembre 1967) è un cantante tedesco, in passato leader del gruppo di musica elettronica Wolfsheim. Nel corso della sua carriera ha collaborato con molti altri artisti del panorama della musica elettronica (Paul van Dyk, Schiller, e Goethes Erben).

## Biografia
Nonostante faccia parte del progetto Wolfsheim dal 1987, il successo commerciale è arrivato solo nel 1991 con il singolo The sparrows and the nightingales. Nel 1998 ha avuto successo con il singolo Die Flut, realizzato in collaborazione con Joachim Witt, star degli anni ottanta. Negli anni seguenti la sua notorietà è un po' aumentata, e poi anche in seguito alla collaborazione con Christopher von Deylen del progetto musicale Schiller.
Da questa collaborazione nel 2001 sono nate due canzoni (Dream of you e Leben... I feel you).  Nello stesso anno ha realizzato la canzone Wir sind wir con il DJ tedesco Paul van Dyk.